# 玻璃苣属
玻璃苣属（学名：Borago），或稱琉璃苣属，是紫草科下的一个属，为一年生或多年生草本植物。该属共有3种，分布于地中海地区。属名Borago源于拉丁语cor（心脏）和ago（影响）的合成词，指本属植物可供药用。